# Témoin à louer
Pour plus de détails, voir Fiche technique et Distribution.
Témoin à louer, ou Garçons d'honneur inc. au Québec, (The Wedding Ringer) est un film américain réalisé par Jeremy Garelick, sorti en janvier 2015 aux États-Unis.

## Synopsis
Doug Harris, est un jeune homme qui n'a pas du tout de vie sociale. La meilleure chose qui lui soit arrivée jusque-là, c'est sa rencontre avec Gretchen Palmer, qu'il est sur le point d'épouser. Mais Doug a un énorme problème, il n'a aucune famille et aucun ami et n'a donc pas de témoin pour son mariage. Il est totalement paniqué, car il ne lui reste que dix jours pour trouver un témoin et sept amis. Sur les conseils de l'organisateur du mariage, il décide de faire appel à Jimmy Callahan, patron d'une petite société, qui se charge de fournir des entourages factices (témoins, familles, amis ou collègues...) aux futurs mariés.

## Fiche technique
- Titre original : The Wedding Ringer
- Titre français : Témoin à louer
- Titre québécois : Garçons d'honneur inc.
- Réalisation : Jeremy Garelick
- Scénario : Jeremy Garelick et Jay Lavender
- Photographie : Bradford Lipson
- Musique : Christopher Lennertz
- Montage : Jeff Groth
- Sociétés de production : Sony, Miramax, LStar Capital, Will Packer Productions
- Pays d'origine :  États-Unis
- Genre : Comédie
- Durée : 101 minutes
- Date de sortie : 16 janvier 2015 (États-Unis) / 24 juin 2015 (France)

## Distribution
- Kevin Hart (VF : Lucien Jean-Baptiste ; VQ : Hugolin Chevrette-Landesque) : Jimmy Callahan / Bic Mitchum
- Josh Gad (VF : Christophe Lemoine ; VQ : Olivier Visentin) : Doug Harris
- Affion Crockett (VF : Diouc Koma ; VQ : Pierre-Étienne Rouillard) : Reggie / Drysdale
- Kaley Cuoco (VF : Laura Préjean ; VQ : Annie Girard) : Gretchen Palmer
- Jorge Garcia (VF : Jérôme Pauwels ; VQ : Stéphane Rivard) : Lurch / Garvey
- Dan Gill : Bronstein / Dickerson
- Corey Holcomb (VF : Daniel Lobé ; VQ : Patrick Chouinard) : Otis / Alzado
- Ken Howard (VF : Luc Florian ; VQ : Guy Nadon) : Ed Palmer
- Colin Kane (VF : Laurent Maurel ; VQ : Alexandre Fortin)
- Cloris Leachman : grand-mère Palmer
- Jenifer Lewis : Doris Jenkins
- Alan Ritchson (VF : Valentin Merlet ; VQ : Frédérik Zacharek) : Kip / Carew
- Mimi Rogers : Lois Palmer
- Aaron Takahashi (VF : Frédéric Popovic ; VQ : François Sasseville (acteur)) : Endo / Rambis
- Olivia Thirlby (VF : Diane Dassigny) : Alison Palmer
- Whitney Cummings : Holly Munk
- Ignacio Serricchio (VF : Benjamin Penamaria) : Edmundo / Dirty Eddie Sanchez
- Nicky Whelan : Nadia
- Patrick Carlyle : Andrew
- Neal Israel : le rabbin Steinsaltz
- Jeffrey Ross : Hal Lane
- Ashley Jones : Babs Fremont
- Lindsay Pearce : Alexandra Plylow
- Tristin Mays (VF : Sylvie Jacob) : la demoiselle d'honneur mignonne
- Josh Peck (VF : Emmanuel Garijo) : le pire témoin
- Joe Namath : lui-même
- John Riggins : lui-même

Sources et légende: version française (VF) sur RS Doublage ; version québécoise (VQ) sur Doublage.qc.ca